# 24. ročník udílení Critics' Choice Movie Awards
24. ročník udílení cen Critics' Choice Movie Awards se bude konat 13. ledna 2018 na letišti v Santa Monice v Kalifornii. Nominace byly oznámeny dne 10. prosince 2018. Ceremoniál bude vysílat stanice The CW. Nejvíce nominací, celkem 14, získal film Favoritka.

## Vítězové a nominovaní
Tučně jsou označeni vítězové.
| Nejlepší film | Nejlepší režisér | Nejlepší herec |
| --- | --- | --- |
| Roma - Black Panther - BlacKkKlansman - Favoritka - První člověk - Zelená kniha - Kdyby ulice Beale mohla mluvit - Mary Poppins se vrací - Zrodila se hvězda - Vice | Alfonso Cuarón – Roma - Damien Chazelle – První člověk - Bradley Cooper – Zrodila se hvězda - Peter Farrelly – Zelená kniha - Yorgos Lanthimos – Favoritka - Spike Lee – BlacKkKlansman - Adam McKay – Vice | Christian Bale jako Dick Cheney – Vice - Bradley Cooper jako Jackson Maine – Zrodila se hvězda - Willem Dafoe jako Vincent van Gogh – U brány věčnosti - Ryan Gosling jako Neil Armstrong – První člověk - Ethan Hawke jako Ernst Toller – Zoufalství a naděje - Rami Malek jako Freddie Mercury – Bohemian Rhapsody - Viggo Mortensen jako Frank „Tony Lip“ Vallelonga – Zelená kniha |
| Nejlepší herečka | Nejlepší herec ve vedlejší roli | Nejlepší herečka ve vedlejší roli |
| Glenn Close jako Joan Castleman – Žena (remíza) Lady Gaga jako Ally Maine – Zrodila se hvězda (remíza) - Yalitza Aparicio jako Cleo – Roma - Emily Bluntová jako Mary Poppins – Mary Poppins se vrací - Toni Collette jako Annie Graham – Děsivé dědictví - Olivia Colmanová jako královna Anna – Favoritka - Melissa McCarthy jako Lee Israel – Dokážete mi kdy odpustit? | Mahershala Ali jako Don Shirley – Zelená kniha - Timothée Chalamet jako Nic Sheff – Beautiful Boy - Adam Driver jako Flip Zimmerman – BlacKkKlansman - Sam Elliott jako Bobby Maine – Zrodila se hvězda - Richard E. Grant jako Jack Hock – Dokážete mi kdy odpustit? - Michael B. Jordan jako N'Jadaka / Erik "Killmonger" Stevens – Black Panther | Regina Kingová jako Sharon Rivers – Kdyby ulice Beale mohla mluvit - Amy Adams jako Lynne Cheney – Vice - Claire Foy jako Janet Shearon Armstrong – První člověk - Nicole Kidman jako Nancy Eamons – Vymazaný kluk - Emma Stoneová jako Abigail Hill – Favoritka - Rachel Weisz jako Sarah Churchill – Favoritka                                                                       |
| Nejlepší mladý herec/herečka | Nejlepší filmové obsazení | Nejlepší původní scénář |
| Elsie Fisher jako Kayla Day – Osmá třída - Thomasin McKenzie jako Tom – Beze stopy - Ed Oxenbould jako Joe Brinson – Wildlife - Millicent Simmonds jako Regan Abbott – Tiché místo - Amandla Stenberg jako Starr Carter – Nenávist, kterou jsi probudil - Sunny Suljic jako Stevie – Devadesátky                                                                           | Favoritka - Black Panther - Šíleně bohatí Asiati - Vice - Vdovy | Paul Schrader – Zoufalství a naděje - Bo Burnham – Osmá třída - Alfonso Cuarón – Roma - Deborah Davis a Tony McNamara – Favoritka - Adam McKay – Vice - Nick Vallelonga, Brian Hayes Currie a Peter Farrelly – Zelená kniha - Bryan Woods, Scott Beck a John Krasinski – Tiché místo                                                                                                   |
| Nejlepší adaptovaný scénář | Nejlepší kamera | Nejlepší filmová architektura |
| Barry Jenkins – Kdyby ulice Beale mohla mluvit - Ryan Coogler a Joe Robert Cole – Black Panther - Nicole Holofcener a Jeff Whitty – Dokážete mi kdy odpustit? - Eric Roth, Bradley Cooper a Will Fetters – Zrodila se hvězda - Josh Singer – První člověk - Charlie Wachtel, David Rabinowitz, Kevin Willmott, a Spike Lee – BlacKkKlansman                                | Alfonso Cuarón – Roma - James Laxton – Kdyby ulice Beale mohla mluvit - Matthew Libatique – Zrodila se hvězda - Rachel Morrison – Black Panther - Robbie Ryan – Favoritka - Linus Sandgren – První člověk | Hannah Beachler, Jay Hart – Black Panther - Eugenio Caballero, Barbara Enriquez – Roma - Nelson Coates, Andrew Baseman – Šíleně bohatí Asiati - Fiona Crombie, Alice Felton – Favoritka - Nathan Crowley, Kathy Lucas – První člověk - John Myhre, Gordon Sim – Mary Poppins se vrací                                                                                                  |
| Nejlepší střih | Nejlepší návrh kostýmů | Nejlepší masky |
| Tom Cross – První člověk - Jay Cassidy – Zrodila se hvězda - Hank Corwin – Vice - Alfonso Cuarón, Adam Gough – Roma - Yorgos Mavropsaridis – Favoritka - Joe Walker – Vdovy | Ruth E. Carter – Black Panther - Alexandra Byrne – Marie, královna skotská - Julian Day – Bohemian Rhapsody - Sandy Powell – Favoritka - Sandy Powell – Mary Poppins se vrací | Vice - Black Panther - Bohemian Rhapsody - Favoritka - Marie, královna skotská - Suspiria |
| Nejlepší vizuální efekty | Nejlepší animovaný film | Nejlepší akční film |
| Black Panther - Avengers: Infinity War - První člověk - Mary Poppins se vrací - Mission: Impossible – Fallout - Ready Player One: Hra začíná | Spider-Man: Paralelní světy - Grinch - Úžasňákovi 2 - Psí ostrov - Mirai, dívka z budoucnosti - Raubíř Ralf a internet | Mission: Impossible – Fallout - Avengers: Infinity War - Black Panther - Deadpool 2 - Ready Player One: Hra začíná - Vdovy |
| Nejlepší komedie | Nejlepší sci-fi/hororový film | Nejlepší herec v komediálním filmu |
| Šíleně bohatí Asiati - Deadpool 2 - Ztratili jsme Stalina - Favoritka - Noční hra - Sorry to Bother You | Tiché místo - Annihilation - Halloween - Děsivé dědictví - Suspiria | Christian Bale jako Dick Cheney – Vice - Jason Bateman jako Max Davis – Noční hra - Viggo Mortensen jako Frank „Tony Lip“ Vallelonga – Zelená kniha - John C. Reilly jako Oliver Hardy – Stan a Ollie - Ryan Reynolds jako Wade Wilson / Deadpool – Deadpool 2 - Lakeith Stanfield jako Cassius "Cash" Green – Sorry to Bother You                                                     |
| Nejlepší herečka v komediálním filmu | Nejlepší skladatel | Nejlepší píseň |
| Olivia Colmanová jako královna Anna – Favoritka - Emily Bluntová jako Mary Poppins – Mary Poppins se vrací - Elsie Fisher jako Kayla Day – Osmá třída - Rachel McAdams jako Annie Davis – Noční hra - Charlize Theron jako Marlo Moreau – Tully - Constance Wu jako Rachel Chu – Šíleně bohatí Asiati                                                                      | Justin Hurwitz – První člověk - Kris Bowers – Zelená kniha - Nicholas Britell – Kdyby ulice Beale mohla mluvit - Alexandre Desplat – Psí ostrov - Ludwig Göransson – Black Panther - Marc Shaiman – Mary Poppins se vrací | „Shallow“ – Zrodila se hvězda - „All the Stars“ – Black Panther - „Girl in the Movies“ – Já, knedlíček - „I'll Fight“ – RBG - „The Place Where Lost Things Go“ – Mary Poppins se vrací - „Trip a Little Light Fantastic“ – Mary Poppins se vrací |
| Nejlepší cizojazyčný film | | |
| Roma • Mexiko - Vzplanutí • Jižní Korea - Kafarnaum • Libanon - Studená válka • Polsko - Zloději • Japonsko | | |